# Экзопептидазы
Экзопептидазы (экзопротеиназы) — ферменты, гидролизующие белки, отщепляя аминокислоты от конца пептида: карбоксипептидазы — от C-конца, аминопептидазы — от N-конца, дипептидазы расщепляют дипептиды.
Экзопептидазы синтезируются в клетках тонкого кишечника (аминопептидазы, дипептидазы) и в поджелудочной железе (карбоксипептидаза). Функционируют эти ферменты внутриклеточно в кишечном эпителии и, в небольшом количестве, в просвете кишечника.